# Ball Tongue
«Ball Tongue» — песня, сочинённая и записанная американской ню-метал-группой Korn для их одноимённого дебютного альбома. Эта песня про человека, который работал с группой над дизайном футболок. В книге Брайна «Хэда» Вэлча «Save Me From Myself» он отдельно прокомментировал «Ball Tongue».

## О песне
Он работал с группой, но также являлся поставщиком метамфетаминов для группы во время записи первого CD, когда мы все его употребляли. Причина, по которой его назвали «Ball Tongue» (с англ. — «Язык навыкат») заключалась в том, что когда он перебарщивал с метамфетаминами, то сидел с бесцельным взглядом и вяло свисающим языком. Это распространённое явление для тех, кто злоупотребляет метамфетаминами.
«Язык навыкат» в итоге обокрал музыкантов, забрав электронику и другие музыкальные инструменты, что было отражено в строчках «You were my brother, Where does our friendship end?» (с англ. — «Ты был моим братом, где закончилась наша дружба?»)
Эта песня также является первой песней Korn, которая включает уникальное скат-пение Дэвиса. Брайан Вэлч поёт в песне строчку «Ball Tongue».